# Гірничий компас

Гірничий компас

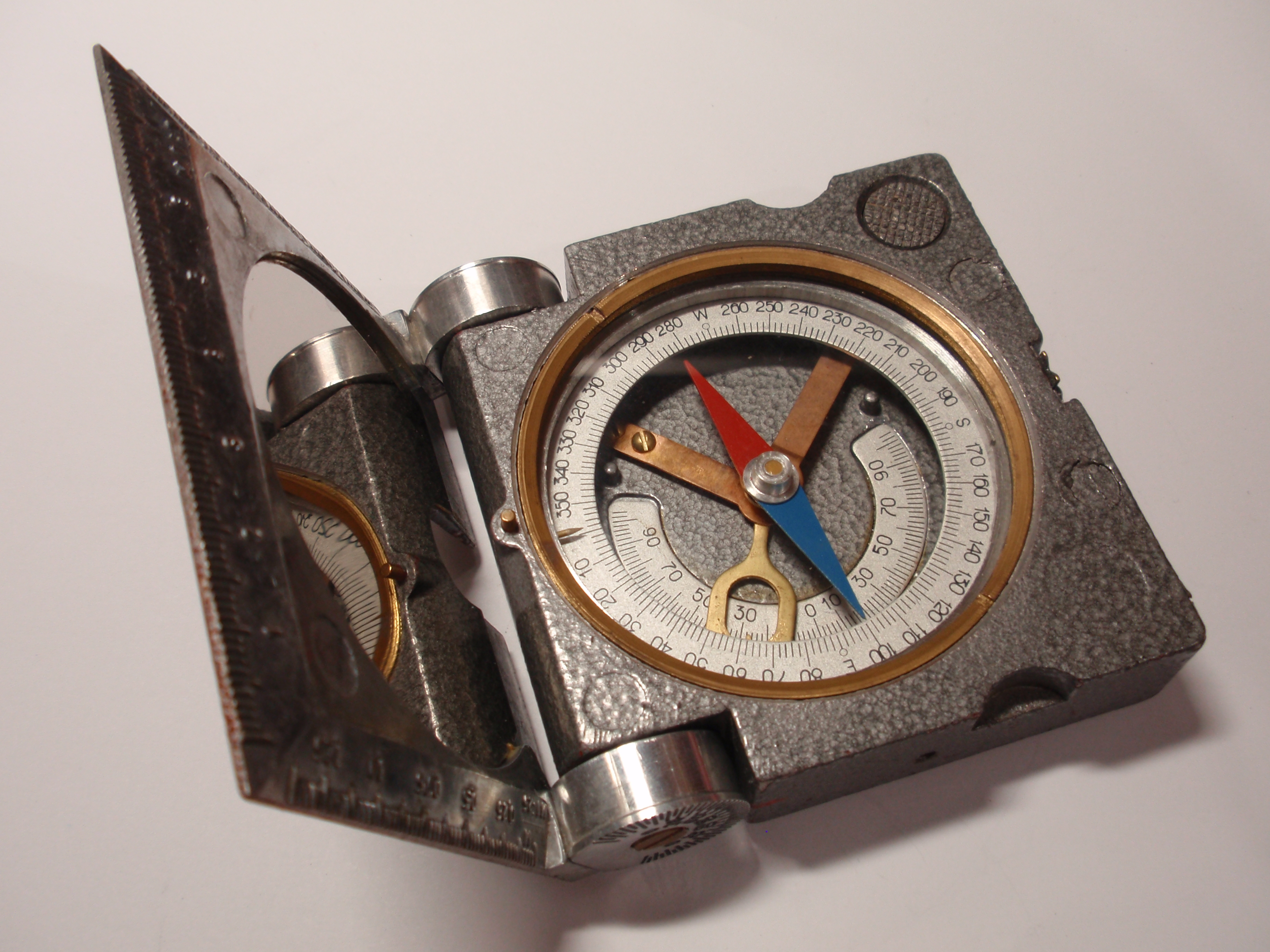
Гірничо-геологічний компас ГГК

Гірничий (геологічний) компас — прилад, яким визначають напрям (азимути) простягання і падіння, а також кути падіння пласта або тріщини гірських порід.
Гірничий (геологічний) компас — один з найголовніших інструментів, що використовують геологи під час польових досліджень. За його допомогою здійснюють орієнтування на місцевості, прив'язку точок спостереження та заміри елементів залягання шарів гірських порід.
Даний прилад має певні особливості, що відрізняє його від звичайного компасу. Так, лімб гірничого компаса розмічений не за, а проти руху годинникової стрілки й, таким чином, захід та схід помінені місцями. Це пов'язане з іншим способом визначення азимута. Лімб компаса нерухомий, а бік компаса з відміткою «Пн» або «0» називають північним. Також геологічний компас має клінометр, за допомогою якого вимірюють кут нахилу пласта. Крім того, компас обладнаний рівнем, фіксатором стрілки. В більшості сучасних моделей наявні деякі додаткові прицільні засоби.
Гірничий компас застосовують під час геологорозвідувальних і гірничих робіт.